# Copa Chile 2011
Copa Chile 2011 ("Chilenska cupen 2011") var den 34:e säsongen av Copa Chile, en turnering som spelas mellan klubbar i Primera A, Primera B, Tercera A och Tercera B samt ett antal klubbar från amatörserierna som väljs av ANFA (amatörfotbollsförbundet i Chile). Turneringen organiserades av ANFP (proffsfotbollsförbundet i Chile).
Universidad Católica vann turneringen efter en finalseger över Magallanes på straffar i den sista finalmatchen och fick på det sättet en plats i Copa Sudamericana 2012. Olikt 2009 och 2010 års turneringar så får tvåan av Copa Chile inte en chans att spela om en plats i Copa Sudamericana mot ett lag från Primera A. Universidad Católica gick igenom turneringen med totalt 7 segrar, 2 oavgjorda och 3 förluster (bland annat en förlust mot Magallanes) och totalt 12 matcher i turneringen. Magallanes spelade något fler matcher, nämligen 14 stycken, och hade totalt 8 segrar och 4 oavgjorda och 2 förluster. 
Skaparen av detta format är chilenaren Leandro A. Shara. 

## Deltagande lag
| Division                | Antal lag | Första omgång             |
| ----------------------- | --------- | ------------------------- |
| Primera División        | 18        | Tredje omgången           |
| Primera B               | 14        | Andra omgången            |
| Tercera A               | 16        | Första omgången (fas två) |
| Tercera B               | 16        | Första omgången (fas ett) |
| Regionala amatörmästare | 11        | Andra omgången            |
| Totalt antal lag        | 75        | –                         |

1. ↑  Förutom San Pedro de Atacama och Unión Wanderers, som började spela i den andra fasen av den första omgången

## Första omgången

### Fas ett
| Första omgången | Första omgången        | Första omgången | Första omgången     | Första omgången | Första omgången | Första omgången | Första omgången | Första omgången | Första omgången |
| Match nr        |                        | Totalresultat   |                     | Match 1         | Match 1         | Match 1         | Match 2         | Match 2         | Match 2         |
| Match nr        | Dag                    | Totalresultat   | Tid                 | Resultat        | Dag             | Tid             | Resultat        |                 |                 |
| --------------- | ---------------------- | --------------- | ------------------- | --------------- | --------------- | --------------- | --------------- | --------------- | --------------- |
| 1               | Deportes Valdivia      | 2–2 (4–2 s)     | Deportivo Purranque | 11/5            | 19:30           | 1–1             | 18/5            | 20:00           | 1–1             |
| 2               | Linares Unido          | 2–2 (4–2 s)     | Independiente       | 11/5            | 20:00           | 1–0             | 18/5            | 16:00           | 1–2             |
| 3               | General Velásquez      | 2–7             | Deportes Santa Cruz | 11/5            | 16:00           | 1–4             | 18/5            | 15:00           | 1–3             |
| 4               | C.D.S. Enfoque         | 3–1             | Deportes Rengo      | 11/5            | 15:30           | 2–1             | 18/5            | 20:00           | 1–0             |
| 5               | Academia Quilpué       | 0–0 (3-4 s)     | Defensor Casablanca | 11/5            | 12:00           | 0–0             | 18/5            | 15:45           | 0–0             |
| 6               | Sportverein Jugendland | 3–3 (4-5 s)     | Lautaro             | 11/5            | 20:00           | 2–0             | 18/5            | 20:00           | 1–3             |
| 7               | Ferroviarios           | 2–3             | Cerro Navia         | 11/5            | 16:00           | 1–2             | 18/5            | 12:00           | 1–1             |
| 8               | Peñalolén              | 2–1             | Luis Matte Larraín  | 11/5            | 21:00           | 1–1             | 18/5            | 20:00           | 1–0             |

### Fas två
| Första omgången | Första omgången      | Första omgången | Första omgången      | Första omgången | Första omgången | Första omgången | Första omgången | Första omgången | Första omgången |
| Match nr        |                      | Totalresultat   |                      | Match 1         | Match 1         | Match 1         | Match 2         | Match 2         | Match 2         |
| Match nr        | Dag                  | Totalresultat   | Tid                  | Resultat        | Dag             | Tid             | Resultat        |                 |                 |
| --------------- | -------------------- | --------------- | -------------------- | --------------- | --------------- | --------------- | --------------- | --------------- | --------------- |
| 9               | Deportes Valdivia    | 3–5             | Linares Unido        | 25/5            | 19:30           | 1–2             | 1/6             | 20:00           | 2–3             |
| 10              | Deportes Santa Cruz  | 5–6             | C.D.S. Enfoque       | 25/5            | 20:00           | 2–3             | 1/6             | 15:00           | 3–3             |
| 11              | Defensor Casablanca  | 2–4             | Lautaro              | 25/5            | 15:30           | 2–2             | 1/6             | 20:00           | 0–2             |
| 12              | Cerro Navia          | 2–5             | Peñalolén            | 25/5            | 12:00           | 1–2             | 1/6             | 20:00           | 1–3             |
| 13              | San Pedro de Atacama | 1–13            | Municipal Mejillones | 18/5            | 14:00           | 0–4             | 25/5            | 20:00           | 1–9             |
| 14              | Deportes Barnechea   | 6–1             | Deportes Quilicura   | 18/5            | 15:30           | 1–0             | 25/5            | 12:00           | 5–1             |
| 15              | Deportes Ovalle      | 4–1             | Trasandino           | 18/5            | 16:00           | 2–0             | 25/5            | 15:30           | 2–1             |
| 16              | Provincial Talagante | 2–2 (4–6 s)     | Pudahuel Barrancas   | 18/5            | 18:00           | 1–1             | 25/5            | 19:00           | 1–1             |
| 17              | Deportes Melipilla   | 1–5             | San Antonio Unido    | 18/5            | 19:30           | 0–1             | 25/5            | 19:00           | 1–4             |
| 18              | Iberia               | 3–1             | Unión Santa María    | 18/5            | 19:30           | 0–1             | 1/6             | 19:30           | 3–0             |
| 19              | Fernández Vial       | 2–2 (2–4 s)     | Deportes Temuco      | 18/5            | 20:30           | 1–1             | 25/5            | 20:00           | 1–1             |
| 20              | Municipal La Pintana | 5–5 (4–2 s)     | Colchagua            | 25/5            | 20:00           | 4–4             | 1/6             | 19:00           | 1–1             |
| 21              | Unión Wanderers      | 3–5             | Provincial Osorno    | 25/5            | 20:00           | 2–0             | 1/6             | 20:00           | 1–5             |

## Andra omgången
| Första omgången | Första omgången                 | Första omgången | Första omgången       | Första omgången | Första omgången | Första omgången | Första omgången | Första omgången | Första omgången |
| Match nr        |                                 | Totalresultat   |                       | Match 1         | Match 1         | Match 1         | Match 2         | Match 2         | Match 2         |
| Match nr        | Dag                             | Totalresultat   | Tid                   | Resultat        | Dag             | Tid             | Resultat        |                 |                 |
| --------------- | ------------------------------- | --------------- | --------------------- | --------------- | --------------- | --------------- | --------------- | --------------- | --------------- |
| 22              | Linares Unido                   | 5–7             | Naval                 | 8/6             | 20:00           | 4–4             | 15/6            | 15:30           | 1–3             |
| 23              | C.D.S. Enfoque                  | 4–4 (3–2 s)     | Iberia                | 8/6             | 19:00           | 0–1             | 15/6            | 19:30           | 4–3             |
| 24              | Lautaro                         | 2–10            | Curicó Unido          | 8/6             | 20:00           | 2–3             | 15/6            | 20:30           | 0–7             |
| 25              | Peñalolén                       | 1–7             | Municipal La Pintana  | 8/6             | 20:00           | 0–1             | 15/6            | 20:00           | 1–6             |
| 26              | Municipal Mejillones            | 3–3 (5–4 s)     | Deportes Antofagasta  | 8/6             | 20:00           | 1–0             | 15/6            | 13:00           | 2–3             |
| 27              | Deportes Barnechea              | 1–1(4–5 s)      | Magallanes            | 8/6             | 15:30           | 0–0             | 15/6            | 19:00           | 1–1             |
| 28              | Deportes Ovalle                 | 0–4             | Coquimbo Unido        | 8/6             | 15:30           | 0–3             | 15/6            | 20:00           | 0–1             |
| 29              | Pudahuel Barrancas              | 1–6             | Rangers               | 8/6             | 18:00           | 1–2             | 15/6            | 19:00           | 0–4             |
| 30              | San Antonio Unido               | 1–4             | Everton               | 8/6             | 19:00           | 0–1             | 15/6            | 15:30           | 1–3             |
| 31              | Favorita (Lontué)               | 2–7             | Deportes Temuco       | 8/6             | 16:00           | 0–2             | 15/6            | 20:00           | 2–5             |
| 32              | Quesos Kumey (Purranque)        | 3–3(5–3 s)      | Provincial Osorno     | 9/6             | 20:00           | 3–1             | 15/6            | 20:00           | 0–2             |
| 33              | Pozo Almonte                    | 2–6             | San Marcos de Arica   | 8/6             | 21:00           | 2–2             | 15/6            | 16:00           | 0–4             |
| 34              | Juventud Hospital (Chañaral)    | 0–6             | Deportes Copiapó      | 8/6             | 20:00           | 0–1             | 15/6            | 15:00           | 0–5             |
| 35              | Deportes Paniahue (Santa Cruz)  | 0–2             | Lota Schwager         | 8/6             | 20:00           | 0–2             | 15/6            | 15:30           | 0–0             |
| 36              | Estrella del Mar (Lota)         | 0–10            | Deportes Concepción   | 8/6             | 15:30           | 0–6             | 15/6            | 15:30           | 0–4             |
| 37              | Dante (Nueva Imperial)          | 0–9             | Unión Temuco          | 8/6             | 20:00           | 0–2             | 15/6            | 19:30           | 0–7             |
| 38              | José Miguel Carrera (Purranque) | 1–2             | Deportes Puerto Montt | 8/6             | 20:00           | 1–1             | 15/6            | 20:00           | 0–1             |
| 39              | Balmaceda (San Antonio)         | 1–6             | San Luis              | 8/6             | 20:00           | 0–3             | 15/6            | 19:00           | 1–3             |

## Tredje omgången
I den tredje omgången delas alla lag (vinnarna från omgång 2 samt alla lag från högstaligan) upp i tre olika grupper beroende på hur högt de olika klubbarna rankas. Rankingen bestäms utefter vilken ligaplacering lagen hade tills den 12 juni. Alla lag ska spela två matcher mot ett lag ur varje rankinggrupp. Alla lag ska alltså spela totalt sex matcher. När alla matcherna är färdigspelade går de åtta bästa lagen vidare till kvartsfinal. Matcherna spelas mellan den 19 juni och den 27 juli.
| Grupp A | Grupp B | Grupp C |
| --- | --- | --- |
| - Universidad Católica - Universidad de Chile - Unión Española - Palestino - O'Higgins - Unión La Calera - Unión San Felipe - Colo-Colo - Huachipato - Audax Italiano - Deportes La Serena - Deportes Iquique | - Universidad de Concepción - Santiago Wanderers - Cobreloa - Cobresal - Santiago Morning - Ñublense - Rangers - Deportes Concepción - San Luis - Naval - Coquimbo Unido - Everton | - Curicó Unido - Puerto Montt - San Marcos de Arica - Unión Temuco - Lota Schwager - Magallanes - Deportes Copiapó - CDS Enfoque - Municipal La Pintana - Municipal Mejillones - Deportes Temuco - Quesos Kumey |

### Sammanlagd tabell
|  |     | Lag                 | Poäng | S | V | O | F | GM | IM | MSK |
|  | --- | ------------------- | ----- | - | - | - | - | -- | -- | --- |
|  | 1.  | Audax Italiano      | 16    | 6 | 5 | 1 | 0 | 19 | 5  | +13 |
|  | 2.  | Santiago Morning    | 16    | 6 | 5 | 1 | 0 | 8  | 3  | +5  |
|  | 3.  | Huachipato          | 15    | 6 | 5 | 0 | 1 | 18 | 5  | +13 |
|  | 4.  | Magallanes          | 14    | 6 | 4 | 2 | 0 | 12 | 3  | +9  |
|  | 5.  | Univ. Católica      | 14    | 6 | 4 | 2 | 0 | 9  | 0  | +9  |
|  | 6.  | Deportes Iquique    | 14    | 6 | 4 | 2 | 0 | 9  | 2  | +7  |
|  | 7.  | Univ. de Concepción | 13    | 6 | 4 | 1 | 1 | 14 | 7  | +7  |
|  | 8.  | Deportes La Serena  | 13    | 6 | 4 | 1 | 1 | 11 | 5  | +6  |
|  | 9.  | Univ. de Chile      | 13    | 6 | 4 | 1 | 1 | 6  | 4  | +2  |
|  | 10. | Unión Española      | 12    | 6 | 4 | 0 | 2 | 15 | 3  | +12 |
|  | 11. | Cobresal            | 12    | 6 | 4 | 0 | 2 | 10 | 7  | +3  |
|  | 12. | Rangers             | 11    | 6 | 3 | 2 | 1 | 15 | 8  | +7  |
|  | 13. | Unión Temuco        | 10    | 6 | 3 | 1 | 2 | 11 | 6  | +5  |
|  | 14. | Ñublense            | 10    | 6 | 3 | 1 | 2 | 4  | 5  | -1  |
|  | 15. | Unión La Calera     | 9     | 6 | 2 | 3 | 1 | 5  | 5  | +0  |
|  | 16. | Curicó Unido        | 9     | 6 | 3 | 0 | 3 | 4  | 6  | -2  |
|  | 17. | Puerto Montt        | 9     | 6 | 3 | 0 | 3 | 8  | 16 | -8  |
|  | 18. | Deportes Concepción | 8     | 6 | 2 | 2 | 2 | 10 | 8  | +2  |

|  |     | Lag                  | Poäng | S | V | O | F | GM | IM | MSK |
|  | --- | -------------------- | ----- | - | - | - | - | -- | -- | --- |
|  | 19. | Everton              | 8     | 6 | 1 | 5 | 0 | 6  | 4  | +2  |
|  | 20. | San Marcos de Arica  | 8     | 6 | 2 | 2 | 2 | 6  | 5  | +1  |
|  | 21. | Colo-Colo            | 8     | 6 | 2 | 2 | 2 | 9  | 9  | 0   |
|  | 22. | Lota Schwager        | 8     | 6 | 2 | 2 | 2 | 8  | 11 | -3  |
|  | 23. | Santiago Wanderers   | 7     | 6 | 2 | 1 | 3 | 5  | 6  | -1  |
|  | 24. | Coquimbo Unido       | 7     | 6 | 2 | 1 | 3 | 9  | 12 | -3  |
|  | 25. | San Luis             | 6     | 6 | 1 | 3 | 2 | 4  | 5  | -1  |
|  | 26. | O'Higgins            | 5     | 6 | 1 | 2 | 3 | 7  | 9  | -2  |
|  | 27. | Deportes Temuco      | 5     | 6 | 1 | 2 | 3 | 7  | 10 | -3  |
|  | 28. | Municipal Mejillones | 5     | 6 | 1 | 2 | 3 | 6  | 10 | -4  |
|  | 29. | Cobreloa             | 5     | 6 | 1 | 2 | 3 | 5  | 9  | -4  |
|  | 30. | Deportes Copiapó     | 3     | 6 | 1 | 0 | 5 | 4  | 10 | -6  |
|  | 31. | Unión San Felipe     | 2     | 6 | 0 | 2 | 4 | 2  | 6  | -4  |
|  | 32. | Palestino            | 2     | 6 | 0 | 2 | 4 | 7  | 13 | -6  |
|  | 33. | Naval                | 1     | 6 | 0 | 1 | 5 | 2  | 9  | -7  |
|  | 34. | CDS Enfoque          | 1     | 6 | 0 | 1 | 5 | 5  | 22 | -17 |
|  | 35. | Municipal La Pintana | 0     | 6 | 0 | 0 | 6 | 2  | 20 | -18 |
|  | 36. | Quesos Kumey         | 0     | 6 | 0 | 0 | 6 | 4  | 18 | -14 |

## Slutspel
Det lag som är på den övre delen av matchrutan spelade på bortaplan i den första matchen. Alla tidsangivelser är chilensk lokaltid.
|  | Kvartsfinaler | Kvartsfinaler            | Kvartsfinaler            | Kvartsfinaler | Kvartsfinaler |       |                      | Semifinaler | Semifinaler | Semifinaler | Semifinaler | Semifinaler |       |  | Finaler | Finaler | Finaler | Finaler | Finaler |  |
|  |               |                          |                          |               |               |       |                      |             |             |             |             |             |       |  |         |         |         |         |         |  |
|  |               | Santiago Morning         | 1                        | 0             | 1             |       |                      |             |             |             |             |             |       |  |         |         |         |         |         |  |
|  |               | Magallanes               | 0                        | 3             | 3             |       |                      |             |             |             |             |             |       |  |         |         |         |         |         |  |
|  |               | Magallanes               | 0                        | 3             | 3             |       | Magallanes           | 1           | 3           | 4           |             |             |       |  |         |         |         |         |         |  |
|  |               |                          |                          |               |               |       | Magallanes           | 1           | 3           | 4           |             |             |       |  |         |         |         |         |         |  |
|  |               |                          | Deportes La Serena       | 0             | 0             | 0     |                      |             |             |             |             |             |       |  |         |         |         |         |         |  |
|  |               | Deportes Iquique         | Deportes La Serena       | 0             | 0             | 0     | 1                    | 0           | 1           |             |             |             |       |  |         |         |         |         |         |  |
|  |               | Deportes Iquique         |                          |               |               |       | 1                    | 0           | 1           |             |             |             |       |  |         |         |         |         |         |  |
|  |               | Deportes La Serena       | 2                        | 1             | 3             |       |                      |             |             |             |             |             |       |  |         |         |         |         |         |  |
|  |               |                          |                          |               |               |       |                      |             |             | Magallanes  | 1           | 0           | 1 (2) |  |         |         |         |         |         |  |
|  |               |                          |                          |               |               |       |                      |             |             |             |             |             | 1 (2) |  |         |         |         |         |         |  |
|  |               |                          | Universidad Católica (s) | 0             | 1             | 1 (4) |                      |             |             |             |             |             |       |  |         |         |         |         |         |  |
|  |               | Audax Italiano           | Universidad Católica (s) | 0             | 1             | 1 (4) | 0                    | 3           | 3 (2)       |             |             |             |       |  |         |         |         |         |         |  |
|  |               | Audax Italiano           |                          |               |               |       | 0                    | 3           | 3 (2)       |             |             |             |       |  |         |         |         |         |         |  |
|  |               | Universidad Católica (s) | 2                        | 1             | 3 (4)         |       |                      |             |             |             |             |             |       |  |         |         |         |         |         |  |
|  |               | Universidad Católica (s) | 2                        | 1             | 3 (4)         |       | Universidad Católica | 1           | 5           | 6           |             |             |       |  |         |         |         |         |         |  |
|  |               |                          |                          |               |               |       | Universidad Católica | 1           | 5           | 6           |             |             |       |  |         |         |         |         |         |  |
|  |               |                          | Univ. de Concepción      | 0             | 4             | 4     |                      |             |             |             |             |             |       |  |         |         |         |         |         |  |
|  |               | Huachipato               | Univ. de Concepción      | 0             | 4             | 4     | 0*                   | 2           | 2           |             |             |             |       |  |         |         |         |         |         |  |
|  |               | Huachipato               |                          |               |               |       | 0*                   | 2           | 2           |             |             |             |       |  |         |         |         |         |         |  |
|  |               | Univ. de Concepción      | 3*                       | 5             | 8             |       |                      |             |             |             |             |             |       |  |         |         |         |         |         |  |

* Huachipato tilldömdes förlust med 0-3 i den första matchen i kvartsfinalsserien. Matchen slutade ursprungligen 2-1 till Universidad de Concepción.

### Kvartsfinaler
Kvartsfinalernas matcher spelades den 31 augusti samt den 3 och 4 september 2011. I den första matchen mellan Huachipato och Universidad de Concepción vann Universidad de Concepción ursprungligen med 2-1, men resultatet ändrades till 3-0 till Universidad de Concepción i efterhand. Huachipato tilldömdes förlust eftersom de använt sex utländska spelare, vilket inte var tillåtet. Alla tider som anges är chilensk tid (GMT-3). 
|       | 31 augusti 2011 | Magallanes | 0–1 | Santiago Morning | Estadio Santiago Bueras, Santiago |  |
| 16:00 | 16:00           |            |     | Lezcano 85'      |                                   |  |
| 16:00 | 16:00           |            |     |                  |                                   |  |
| 16:00 | 16:00           |            |     |                  |                                   |  |

|       | 4 september 2011 | Santiago Morning | 0–3 | Magallanes                          | Estadio Municipal La Pintana, Santiago |  |
| 12:30 | 12:30            |                  |     | Latorre 77' (str.), 87' Núñez 90+4' |                                        |  |
| 12:30 | 12:30            |                  |     |                                     |                                        |  |
| 12:30 | 12:30            |                  |     |                                     |                                        |  |

Magallanes vidare efter 3-1 totalt.
|       | 31 augusti 2011 | Deportes La Serena     | 2–1 | Deportes Iquique | Estadio La Portada, La Serena |               |
| 20:00 | 20:00           | Meneses 20' Caroca 82' |     | Ojeda 67'        | Publik: 1 025                 | Publik: 1 025 |
| 20:00 | 20:00           |                        |     |                  | Publik: 1 025                 | Publik: 1 025 |
| 20:00 | 20:00           |                        |     |                  | Publik: 1 025                 | Publik: 1 025 |

|       | 3 september 2011 | Deportes Iquique | 0–1 | Deportes La Serena | Estadio Tierra de Campeones, Iquique |               |
| 22:00 | 22:00            |                  |     | Pezzarossi 49'     | Publik: 2 650                        | Publik: 2 650 |
| 22:00 | 22:00            |                  |     |                    | Publik: 2 650                        | Publik: 2 650 |
| 22:00 | 22:00            |                  |     |                    | Publik: 2 650                        | Publik: 2 650 |

Deportes La Serena vidare med 3-1 totalt.
|       | 31 augusti 2011 | Universidad Católica         | 2–0 | Audax Italiano | Estadio San Carlos de Apoquindo, Santiago |               |
| 20:00 | 20:00           | Sepúlveda 48' Villanueva 50' |     |                | Publik: 4 344                             | Publik: 4 344 |
| 20:00 | 20:00           |                              |     |                | Publik: 4 344                             | Publik: 4 344 |
| 20:00 | 20:00           |                              |     |                | Publik: 4 344                             | Publik: 4 344 |

|       | 3 september 2011 | Audax Italiano                              | 3–1 | Universidad Católica | Estadio Bicentenario Municipal de La Florida, Santiago |               |
| 17:00 | 17:00            | Benítez 31' Canuhé 86' (str.), 90+2' (str.) |     | Harbottle 59'        | Publik: 5 007                                          | Publik: 5 007 |
| 17:00 | 17:00            |                                             |     |                      | Publik: 5 007                                          | Publik: 5 007 |
| 17:00 | 17:00            |                                             |     |                      | Publik: 5 007                                          | Publik: 5 007 |

Universidad Católica vidare efter 4-2 på straffar i den sista matchen. Totalt resultat efter de två matcherna var 3-3.
|       | 31 augusti 2011 | Universidad de Concepción * | 2–1 | Huachipato | Estadio Municipal de Concepción, Concepción |               |
| 19:00 | 19:00           | Guerra 26' Hernández 31'    |     | Zelaye 20' | Publik: 1 067                               | Publik: 1 067 |
| 19:00 | 19:00           |                             |     |            | Publik: 1 067                               | Publik: 1 067 |
| 19:00 | 19:00           |                             |     |            | Publik: 1 067                               | Publik: 1 067 |

|       | 3 september 2011 | Huachipato            | 2–5 | Universidad de Concepción                                    | Estadio CAP, Talcahuano |               |
| 18:00 | 18:00            | Sandoval 59' Vera 76' |     | Aravena 21' Guerra 29' Hernández 45' Ramos 70' Pellejero 85' | Publik: 1 306           | Publik: 1 306 |
| 18:00 | 18:00            |                       |     |                                                              | Publik: 1 306           | Publik: 1 306 |
| 18:00 | 18:00            |                       |     |                                                              | Publik: 1 306           | Publik: 1 306 |

Universidad de Concepción vidare med 8-2 totalt. I den första matchen tilldömdes Huachipato en förlust med 3-0 efter att ha använt sex utländska spelare. Originalresultatet står kvar ovan.

### Semifinaler
Semifinalernas matcher spelades den 5, 9 och 12 oktober 2011. Alla tider som anges är chilensk tid (GMT-3).
|       | 5 oktober 2011 | La Serena | 0–1 | Magallanes    | Estadio La Portada, La Serena |               |
| 20:00 | 20:00          |           |     | Cisternas 65′ | Publik: 4 742                 | Publik: 4 742 |
| 20:00 | 20:00          |           |     |               | Publik: 4 742                 | Publik: 4 742 |
| 20:00 | 20:00          |           |     |               | Publik: 4 742                 | Publik: 4 742 |

|       | 9 oktober 2011 | Magallanes                               | 3–0 | La Serena | Estadio Santiago Bueras, Santiago |               |
| 16:00 | 16:00          | Latorre 61′ (str) Cisterna 78′ Salas 82′ |     |           | Publik: 2 288                     | Publik: 2 288 |
| 16:00 | 16:00          |                                          |     |           | Publik: 2 288                     | Publik: 2 288 |
| 16:00 | 16:00          |                                          |     |           | Publik: 2 288                     | Publik: 2 288 |

Magallanes vidare efter 4-0 totalt.
|       | 9 oktober 2011 | Universidad de Concepción | 0 – 1 | Universidad Católica | Estadio Municipal de Concepción, Concepción |               |
| 17:00 | 17:00          |                           |       | Mier 44′             | Publik: 3 868                               | Publik: 3 868 |
| 17:00 | 17:00          |                           |       |                      | Publik: 3 868                               | Publik: 3 868 |
| 17:00 | 17:00          |                           |       |                      | Publik: 3 868                               | Publik: 3 868 |

|       | 12 oktober 2011 | Universidad Católica                                       | 5 – 4 | Universidad de Concepción                    | Estadio San Carlos de Apoquindo, Santiago |               |
| 19:00 | 19:00           | Martínez 1′ Cereceda 3′ Carignano 13′ Mier 40′ Pizarro 42′ |       | F. Muñoz 36′, 45+1′ Aravena 39′ P. Muñoz 75′ | Publik: 3 000                             | Publik: 3 000 |
| 19:00 | 19:00           |                                                            |       |                                              | Publik: 3 000                             | Publik: 3 000 |
| 19:00 | 19:00           |                                                            |       |                                              | Publik: 3 000                             | Publik: 3 000 |

Universidad Católica vidare med 6-4 totalt.

### Finaler
Finalernas matcher spelades den 9 och 16 november 2011. Vinnaren av finalerna kvalificerade sig till Copa Sudamericana 2012 som "Chile 1". Universidad Católica mästare och vinnare av Copa Chile 2011 efter 1-1 totalt och vinst på straffläggning med 4-2 (ingen förlängning spelades i den sista matchen).
|       | 9 november 2011 | Universidad Católica | 0 – 1                  | Magallanes   | Estadio San Carlos de Apoquindo, Santiago |                              |
| 19:00 | 19:00           |                      | (0 – 0) Rapport (ANFP) | Cárdenas 85′ | Publik: 7 000 Domare: Gamboa              | Publik: 7 000 Domare: Gamboa |
| 19:00 | 19:00           |                      |                        |              | Publik: 7 000 Domare: Gamboa              | Publik: 7 000 Domare: Gamboa |
| 19:00 | 19:00           |                      |                        |              | Publik: 7 000 Domare: Gamboa              | Publik: 7 000 Domare: Gamboa |

|       | 16 november 2011 | Magallanes                          | 0 – 1                      | Universidad Católica                           | Estadio Santa Laura-Universidad SEK, Santiago |                                |
| 20:00 | 20:00            | Cornejo 50'                         | (0 – 0) Rapport (ANFP)     | Gazale 88′                                     | Publik: 9 040 Domare: Bascuñán                | Publik: 9 040 Domare: Bascuñán |
| 20:00 | 20:00            |                                     |                            |                                                | Publik: 9 040 Domare: Bascuñán                | Publik: 9 040 Domare: Bascuñán |
| 20:00 | 20:00            | Cisternas Cárdenas Latorre Aguilera | Straffsparksläggning 2 – 4 | Mirosevic Calandria Meneses Gutiérrez Cereceda | Publik: 9 040 Domare: Bascuñán                | Publik: 9 040 Domare: Bascuñán |